# Ayía Sotíra
Ayía Sotíra (Agia Sotira) är en ort i Grekland.   Den ligger i prefekturen Nomós Piraiós och regionen Attika, i den sydöstra delen av landet, 60 km söder om huvudstaden Aten. Ayía Sotíra ligger 20 meter över havet och antalet invånare är 302.
Terrängen runt Ayía Sotíra är kuperad. Havet är nära Ayía Sotíra åt nordost. Runt Ayía Sotíra är det ganska glesbefolkat, med 35 invånare per kvadratkilometer. Närmaste större samhälle är Galatás, 2,3 km öster om Ayía Sotíra. 